# Slavín

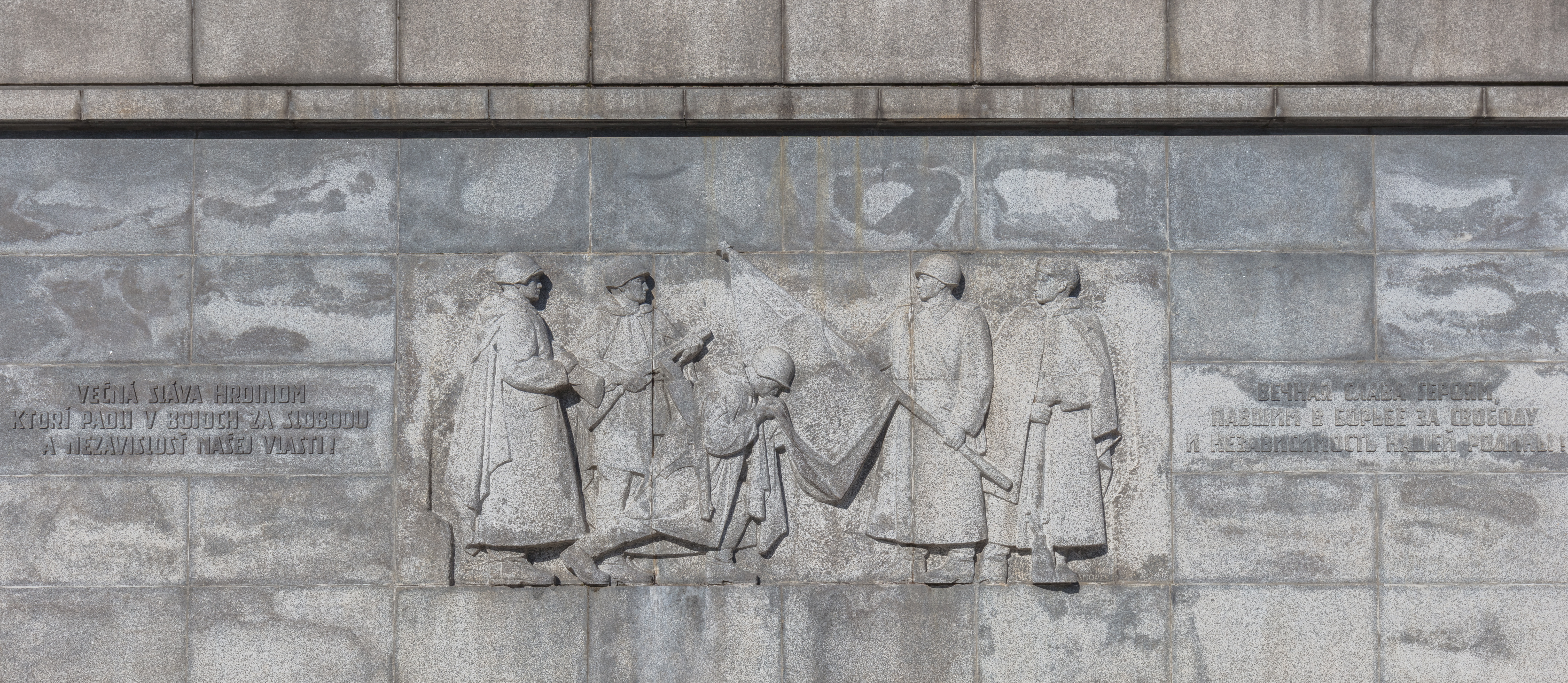
Placa en la entrada.

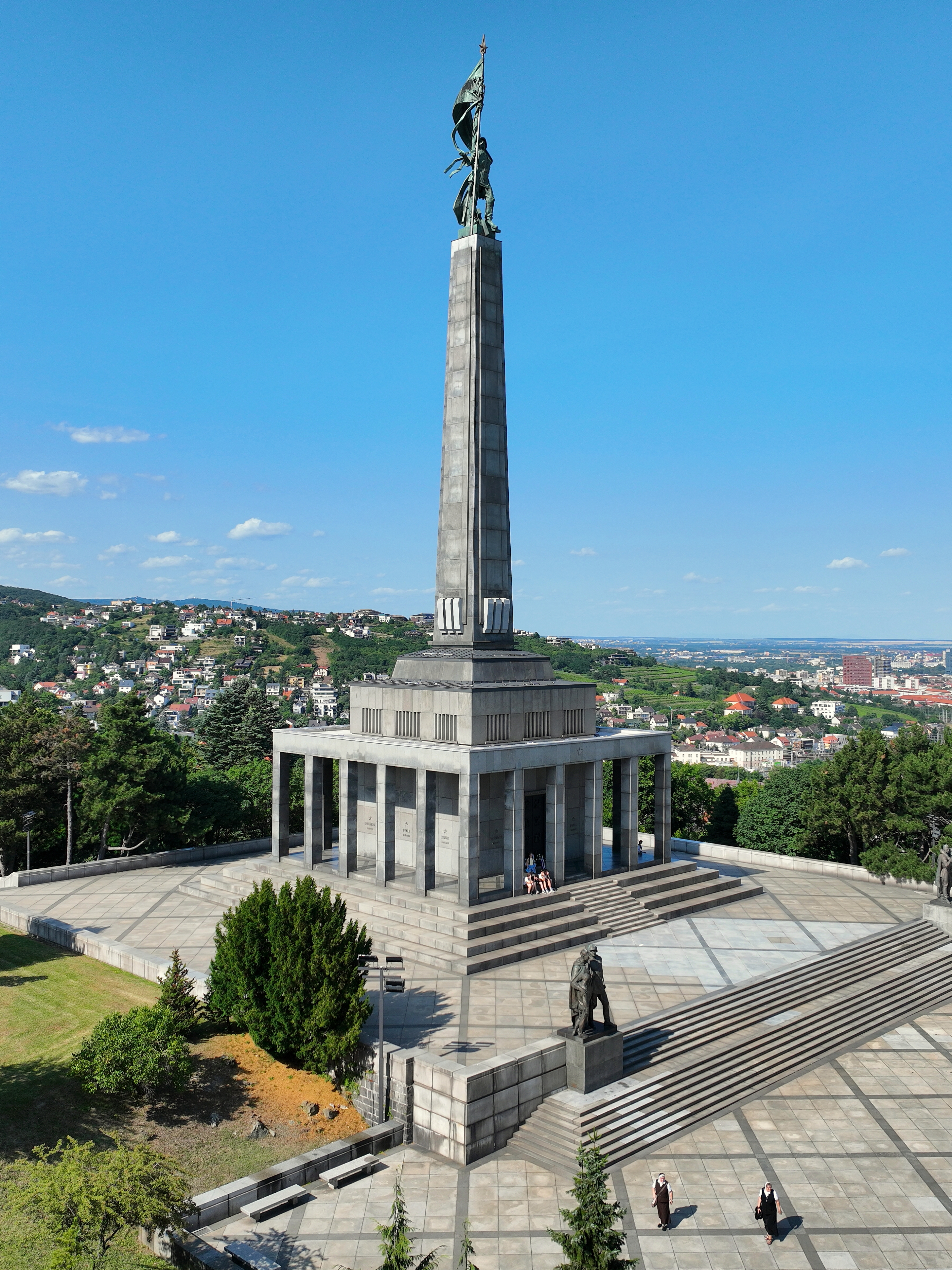
Detalle del monumento.

Slavín es un monumento y cementerio militar ubicado en Bratislava, Eslovaquia, que se construyó en homenaje a los soldados del ejército soviético que murieron durante la Segunda Guerra Mundial en abril de 1945 mientras liberaban esa ciudad de las unidades militares de ocupación pertenecientes al ejército alemán y de los restos de las tropas eslovacas que apoyaban al gobierno de Josef Tiso. Está situado en una colina ubicada en medio de un barrio de embajadas y de residencias lujosas cercano al centro de Bratislava.
El monumento, que ha sido declarado Monumento Cultural Nacional, fue inaugurado en 1960 en ocasión de cumplirse el 15.º aniversario de la liberación de la ciudad por las tropas soviéticas. En el cementerio cercano se encuentran sepultados 6845 soldados. 

## Descripción
Su construcción fue realizada entre 1957 y 1960  en el lugar donde antes había un cementerio de campo. Su apariencia es similar al del Palacio de la Cultura y de la Ciencia de Varsovia, ambos de estilo arquitectónico estalinista y el diseñador fue Ján Svetlík.
El lugar tiene:
- Una gran escalinata.
- Un cementerio con 6 tumbas colectivas y 278 individuales de 6,845 soldados soviéticos que murieron durante la liberación de Bratislava.
- Un gran salón central con varias estatuas, inscripciones y un sarcófago simbólico de mármol blanco. También se alza un obelisco de 39.5 metros de alto y en su tope la estatua de un soldado soviético de 11 metros de altura realizada por el escultor Alexander Trizuljak. En las paredes exteriores figuran inscripciones con las fechas de liberación de varios lugares de Eslovaquia durante los años 1944 y 1945. La puerta de bronce del auditorio del monumento fue decorada con relieves por Rudolf Pribiš.

## Características del lugar
El monumento está ubicado en los Pequeños Cárpatos y es muy visitado por sus hermosas vistas. En la zona de Slavín también hay más estatuas de famosos artistas eslovacos como Jan Kulich, Tibor Bártfay y Jozef Kostka.
En 2005 el presidente de Rusia Vladímir Putin visitó Slavín durante el encuentro que sostuvo en Bratislava con George W. Bush.
El 4 de abril es el Día de la Liberación de Bratislava y el pueblo y el presidente rinden honores a los soldados soviéticos caídos.